# Dactylella implexa
Dactylella implexa är en svampart som först beskrevs av Berk. & Broome, och fick sitt nu gällande namn av Pier Andrea Saccardo 1886. Dactylella implexa ingår i släktet Dactylella och familjen vaxskålar.   Inga underarter finns listade i Catalogue of Life.